# دوري الدرجة الثانية الروماني
دوري الدرجة الثانية الروماني (بالرومانية: Liga II) هي دوري لكرة القدم في رومانيا، ويشارك في الدوري 20 نادي وتم تأسيسه في عام 1934.